# Imbabura (provins)
Imbabura är en provins i norra Ecuador. Den administrativa huvudorten är Ibarra. 

## Administrativ indelning
Provinsen är indelad i sex kantoner:
- Antonio Ante
- Cotacachi
- Ibarra
- Otavalo
- Pimampiro
- San Miguel de Urcuquí